# 가파초등학교 마라분교
가파초등학교 마라분교는 대한민국 대한민국 제주특별자치도 서귀포시 마라도에 있는 공립 초등학교이다.

## 학교 연혁
- 1958.08.31. 가파초등학교 마라분교장인가
- 1972.11.30. 1개교실 신축 현위치로 이전
- 1990.03.01. 2학급 편성
- 2015.03.01. 1학급 편성
- 2016년 3월 1일 ~ 현재 마라분교장 휴교

## 참고 자료
- 가파초등학교마라분교장 - 한국교육학술정보원 학교알리미